# Tắc kè đính cườm
Tắc kè đính cườm (danh pháp khoa học: Lucasium damaeum) là một loài tắc kè trong chi Lucasium. Chúng sống về đêm, ăn côn trùng, và là loài bản địa của khu vực xung quanh bán đảo Eyre ở Nam Úc - đặc biệt trong vùng khí hậu khô cằn như Vườn quốc gia Gawler Ranges.